# Степовий проїзд
Степови́й прої́зд — зникла вулиця, що існувала в Московському районі міста Києва, місцевість Совки. Проїзд з'єднував вулицю Володимира Брожка (на той час — Степову) та Пролетарську вулиці, проходячи між Совськими ставками.

## Історія
Виник у 1-й половині XX століття, під зназвою Нова вулиця, назву Степовий проїзд набув 1955 року. У 1961 році приєднаний до вулиць Семена Палія та Совської, які 1974 року ввійшли до складу новоствореного проспекту Валерія Лобановського.
Офіційно ліквідований лише 1977 року.